# Bétheniville
Bétheniville é uma comuna francesa na região administrativa do Grande Leste, no departamento de Marne. Estende-se por uma área de 17.74 km², e possui 1.281 habitantes, segundo o censo de 2018, com uma densidade de 72 hab/km².